# Those Were the Days (album av Dolly Parton)
Those Were the Days är ett studioalbum av Dolly Parton, släppt den 11 oktober 2005. Namnet kommer från albumets öppningsspår, och innehåller folkvisor och poplåtar inspelade av Dolly Parton, men som ursprungligen gjrots kända under 1960-talet och 1970-talet. Många av albumspåren kunde höras under Dolly Partons samtida turné The Vintage Tour.

## Låtlista
1. Those Were the Days (med Mary Hopkin)
2. Blowin' in the Wind (med Nickel Creek)
3. Where Have All the Flowers Gone? (med Norah Jones, Lee Ann Womack)
4. The Twelfth of Never (duett med Keith Urban)
5. Where Do the Children Play? (med Yusuf Islam)
6. Me and Bobby McGee (med Kris Kristofferson)
7. Crimson and Clover (med Tommy James)
8. The Cruel War (med Alison Krauss, Dan Tyminski, Mindy Smith)
9. Turn! Turn! Turn! (med Roger McGuinn)
10. If I Were a Carpenter (duett med Joe Nichols)
11. Both Sides, Now (med Rhonda Vincent, Judy Collins)
12. Imagine (med David Foster)

## Listplaceringar
| Lista (2006)                | Topplacering |
| --------------------------- | ------------ |
| Storbritannien (UK Top 75)  | 36           |
| Sverige                     | 24           |
| USA (Billboard 200)         | 48           |
| USA Top Independent Albums  | 2            |
| USA (US Top Country Albums) | 9            |

### Fotnoter
1. ↑  Länk
2. ↑  Listplacering